# Церовац (Смедеревска Паланка)
Церовац је насеље у Србији у општини Смедеревска Паланка у Подунавском округу. Према попису из 2022. има 774 становника (према попису из 2011. било је 1003 становника).

## Историја
Село се налази југозападно од Паланке. Церовац је старије насеље. У хрисовуљи којом деспот Ђорђе потврђује баштину челнику Радићу (1428-29.г.), коју је имао под деспотом Стеваном. У крају Бољевцу постоји стари бунар који сматрају за светињу. Ту је по предању, била стара црква, а и по траговима од рушевина и ископавају се разне ствари. У Калуђерици је, веле, постојао „девичански манастир“. Све су ово трагови који указују на неко старо насеље.
За Церовац имамо података о броју кућа из првих десетина 19.века. Године 1818. Церовац је, по арачки списковима, имао 27, а 1822.г. 32 куће. Године 18469. село је имало 62 куће, а по попису из 1922.г. у селу је било 262 куће са 1430 становника.
Старе су породице: Ђиласовићи, Перишићи (данас разним презименима) чији је чукундеда дошао пре Устанка од Сјенице; Маринковићи (данас разним презименима) чији су се преци доселили пре Устанка из Црне Горе; Живојиновићи, Обрадовићи и Стојановићи (Адамовићи). Остале породице су досељене и то: Петковићи из Тулова (лесковачки), Радојевићи из Велике Крсне, Митровићи из Даретина (моравски срез) Рајевићи из Брекова (моравички срез), Симићи из Лисине и т.д.. (подаци крајем 1921. године).
Овде се налази Основна школа „Милија Ракић“.

## Демографија
У насељу Церовац живи 976 пунолетних становника, а просечна старост становништва износи 44,7 година (43,3 код мушкараца и 46,1 код жена). У насељу има 332 домаћинства, а просечан број чланова по домаћинству је 3,55.
Ово насеље је великим делом насељено Србима (према попису из 2002. године), а у последња три пописа, примећен је пад у броју становника.
|  |

| Демографија | Демографија | Демографија |
| Година      | Становника  | Становника  |
| ----------- | ----------- | ----------- |
| 1948.       | 1.681       |             |
| 1953.       | 1.724       |             |
| 1961.       | 1.680       |             |
| 1971.       | 1.635       |             |
| 1981.       | 1.492       |             |
| 1991.       | 1.418       | 1.338       |
| 2002.       | 1.177       | 1.330       |
| 2011.       | 1.003       |             |
| 2022.       | 774         |             |

| Етнички састав према попису из 2002.‍ | Етнички састав према попису из 2002.‍ | Етнички састав према попису из 2002.‍ | Етнички састав према попису из 2002.‍ | Етнички састав према попису из 2002.‍ |
| ------------------------------------ | ------------------------------------ | ------------------------------------ | ------------------------------------ | ------------------------------------ |
|                                      |                                      |                                      |                                      |                                      |
| Срби                                 | Срби                                 |                                      | 1.135                                | 96,43%                               |
| Роми                                 | Роми                                 |                                      | 36                                   | 3,05%                                |
| Црногорци                            | Црногорци                            |                                      | 3                                    | 0,25%                                |
| Хрвати                               | Хрвати                               |                                      | 1                                    | 0,08%                                |
| непознато                            | непознато                            |                                      | 2                                    | 0,16%                                |

| Година пописа     | 1948. | 1953. | 1961. | 1971. | 1981. | 1991. | 2002. |
| ----------------- | ----- | ----- | ----- | ----- | ----- | ----- | ----- |
| Број домаћинстава | 343   | 378   | 401   | 413   | 371   | 370   | 332   |

| Број чланова      | 1  | 2  | 3  | 4  | 5  | 6  | 7  | 8 | 9 | 10 и више | Просек |
| ----------------- | -- | -- | -- | -- | -- | -- | -- | - | - | --------- | ------ |
| Број домаћинстава | 54 | 81 | 36 | 51 | 49 | 33 | 21 | 4 | 3 | 0         | 3,55   |

| Пол    | Укупно | Неожењен/Неудата | Ожењен/Удата | Удовац/Удовица | Разведен/Разведена | Непознато |
| ------ | ------ | ---------------- | ------------ | -------------- | ------------------ | --------- |
| Мушки  | 504    | 131              | 320          | 37             | 16                 | 0         |
| Женски | 513    | 82               | 320          | 97             | 13                 | 1         |
| УКУПНО | 1.017  | 213              | 640          | 134            | 29                 | 1         |

| Пол    | Укупно                    | Пољопривреда, лов и шумарство | Рибарство                            | Вађење руде и камена | Прерађивачка индустрија       |
| ------ | ------------------------- | ----------------------------- | ------------------------------------ | -------------------- | ----------------------------- |
| Мушки  | 284                       | 130                           | 0                                    | 0                    | 86                            |
| Женски | 169                       | 95                            | 0                                    | 0                    | 27                            |
| УКУПНО | 453                       | 225                           | 0                                    | 0                    | 113                           |
| Пол    | Производња и снабдевање   | Грађевинарство                | Трговина                             | Хотели и ресторани   | Саобраћај, складиштење и везе |
| Мушки  | 4                         | 17                            | 10                                   | 4                    | 10                            |
| Женски | 1                         | 5                             | 12                                   | 1                    | 0                             |
| УКУПНО | 5                         | 22                            | 22                                   | 5                    | 10                            |
| Пол    | Финансијско посредовање   | Некретнине                    | Државна управа и одбрана             | Образовање           | Здравствени и социјални рад   |
| Мушки  | 0                         | 5                             | 7                                    | 3                    | 6                             |
| Женски | 0                         | 2                             | 0                                    | 6                    | 16                            |
| УКУПНО | 0                         | 7                             | 7                                    | 9                    | 22                            |
| Пол    | Остале услужне активности | Приватна домаћинства          | Екстериторијалне организације и тела | Непознато            | Непознато                     |
| Мушки  | 1                         | 0                             | 0                                    | 1                    | 1                             |
| Женски | 3                         | 0                             | 0                                    | 1                    | 1                             |
| УКУПНО | 4                         | 0                             | 0                                    | 2                    | 2                             |